# یواس‌اس مکون (سی‌ای-۱۳۲)
یواس‌اس مکون (سی‌ای-۱۳۲) (به انگلیسی: USS Macon (CA-132)) یک کشتی بود که طول آن ۶۷۴ فوت ۱۱ اینچ (۲۰۵٫۷۱ متر) بود. این کشتی در سال ۱۹۴۴ ساخته شد.